# Mendelssohn-Haus
Het Mendelssohn-Haus is sinds 1997 een museum in de Duitse stad Leipzig. Het is gewijd aan het leven en werk van Felix Mendelssohn Bartholdy en besteedt sinds november 2017 ook aandacht aan zijn zus en componiste Fanny Hensel-Mendelssohn.

## Geschiedenis
Er was ook sprake van een Mendelssohn-Haus in Düsseldorf, de geboortewoning van Felix Mendelssohn die in de Tweede Wereldoorlog in de as gelegd werd. Het huis in Leipzig is echter het enige huis waarin Mendelssohn woonde en dat wel behouden gebleven is. In dit huis is sinds november 1997 het museum gevestigd.

## Collectie
Het museum biedt informatie over het werk en leven van de componisten. Er zijn vellen met notenschrift, brieven en aquarellen te zien en allerlei originele voorwerpen, waarmee onder meer Felix Mendelsohns oude werkkamer opnieuw is ingericht. De bel-etage is geheel in de 19e-eeuwse stijl gelaten, terwijl het museum op de begane grond wel is ingericht naar vormgeving en techniek uit de 21e eeuw. Hier is de mediatheek te vinden en wordt ook gebruik gemaakt van interactieve middelen en multimedia. Ernaast staat het Effektorium waar bezoekers kunnen oefenen met dirigeren.

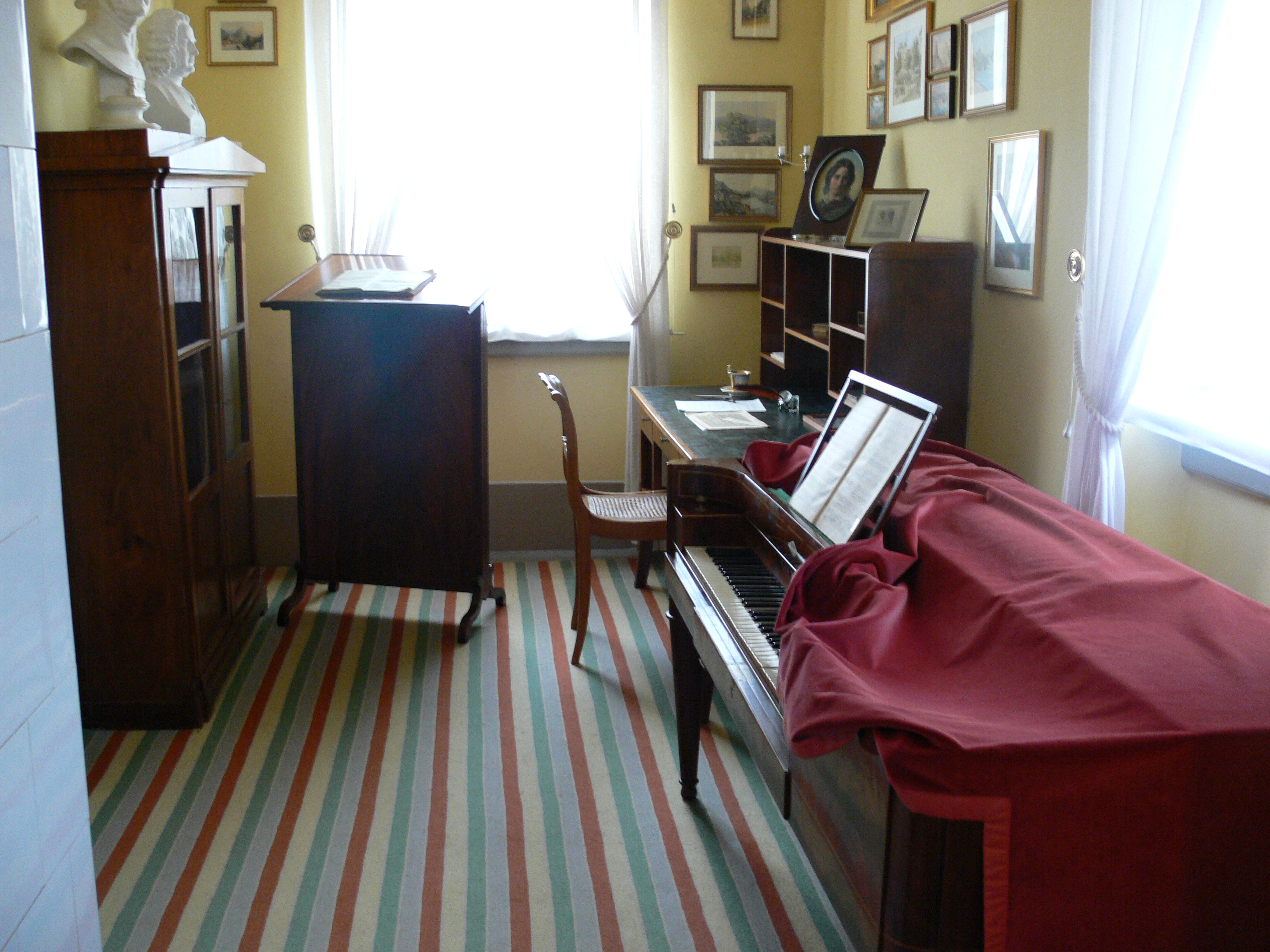
Werkkamer